# Srí Lankábhimánja
A Srí Lankábhimánja (szingaléz írással: ශ්‍රී ලංකාභිමාන්‍ය, tamil írással: சிறீ லங்காபிமான்ய, jelentése: Srí Lanka büszkesége) Srí Lanka legmagasabb állami kitüntetése, amelyet az ország elnöke adományoz. Azoknak ítélhető oda, akik kivételes, kiemelkedő szolgálatot nyújtottak a nemzet számára. Egy időben legfeljebb 5 élő személy rendelkezhet ilyen kitüntetéssel. Akik megkapják, azoknak a neve elé toldják a Srí Lankábhimánja szókapcsolatot.

## Kitüntetettek listája
Az első kitüntetést 1986-ban adták át, azóta a következő személyek kapták meg:
| Sorszám | Év   | Díjazott                      | Élete     | Tevékenységi köre                                         |
| ------- | ---- | ----------------------------- | --------- | --------------------------------------------------------- |
| 1.      | 1986 | Ranaszinha Prémadásza         | 1924–1993 | Srí Lanka miniszterelnöke, később államfője               |
| 2.      | 1997 | Dingiri Bandá Vidzsétunga     | 1916–2008 | Srí Lanka miniszterelnöke, később államfője               |
| 3.      | 2005 | Arthur C. Clarke              | 1917–2008 | Angol sci-fi-író, mérnök                                  |
| 4.      | 2005 | Lakszaman Kadirgámar          | 1932–2005 | Srí Lanka-i külügyminiszter                               |
| 5.      | 2007 | Lesztar Dzsémsz Pírisz        | 1919–2018 | Srí Lanka-i filmrendező, producer, forgatókönyvíró        |
| 6.      | 2007 | Krisztópar Víramantrí         | 1926–2017 | Srí Lanka-i jogász, a Nemzetközi Bíróság bírája, alelnöke |
| 7.      | 2007 | Ahangamagé Tijudar Árijaratna | 1931–     | Srí Lanka-i aktivista, a Szarvódaja Mozgalom alapítója    |
| 8.      | 2017 | V. D. Amaradéva               | 1927–2016 | Srí Lanka-i zeneszerző, hagyományőrző zenész, énekes      |